# Що нового, Скубі-Ду?
Що нового, Скубі-Ду? (англ. What`s New, Scooby-Doo?) — американський мультсеріал, 9-й за рахунком мультсеріал про Скубі-Ду. В Україні транслювався телеканалом Новий.

## Сюжет
Скубі-Ду та весела компанія невтомних детективів з корпорації "Таємниця" — Шеггі, Фред, Дафна та Велма звитяжно увірвались у 21-ше століття з цілим арсеналом нових фокусів і трюків для боротьби із всілякою нечистю і аномалій.
Коли спортсмени на змаганні зі сноубордингу були підозріло зняті з дистанції, Скубі-Ду та команда беруться за розслідування і роблять приголомшливе відкриття — немає страшнішої істоти, аніж снігова людина!
У Коста-Риці друзів очікує мегасенсація, коли страхітливий Гігантозавр вистрибне з екрану у кінозал і відкриє світові таємницю третього виміру!
Ці та інші загадкові події очікують корпорацію "Таємниця" у мультсеріалі "Що нового, Скубі-Ду?".

## Серії
| Сезон | Серії | Перший показ    | Останній показ  |
| ----- | ----- | --------------- | --------------- |
| 1     | 14    | 14 вересня 2002 | 22 березня 2003 |
| 2     | 14    | 13 вересня 2003 | 27 березня 2004 |
| 3     | 14    | 29 січня 2005   | 21 липня 2006   |

## Персонажі

### Головні
- Скуберт "Скубі" Ду — пес породи німецький дог, найкращий друг Шеггі Роджерса. Обожнює їжу, особливу "Скубі Снеки", і ненавидить чудовиськ. Озвучений Френком Велкером.
- Норвілл "Шеггі" Роджерс — боягузливий підліток, хазяїн і найкращий друг Скубі-Ду. Озвучений Кейсі Кейсемом
- Фредерік "Фред" Герман Джонс мол. — лідер корпорації "Таємниця", улюблене заняття якого — розставляти пастки для чудовиськ, які, на жаль, не завжди спрацьовують. Озвучений Френком Велкером.
- Дафна Енн Блейк — модниця, майстер бойових мистецтв. Озвучена Грей ДеЛісл.
- Велма Дейс Дінклі — найрозумніша і наймолодша учасниця команди. Озвучена Мінді Коун.

### Другорядні
- Відьми (англ. The Hex Girls) — еко-готична рок група, з якою Скубі та його друзі знайомі з моменту їх першої зустрічі в «Скубі-Ду і привид відьми»
- Ґіббі Нортон  — часто виявляється лиходієм, щоб справити враження на Велму, але ніколи не досягає успіху.
- Містер Б. — власник Секретних шести щенят. Його повного імені ніколи не було показано.

## Виробництво
Сам серіал є модернізованою версією оригінального  «Скубі-Ду, де ти!». Події відбуваються у 21 столітті та є більш “реалістичними”, ніж попередній мультсеріал, має більше мультиплікаційних втілень, містить музику сучасних жанрів та нові звукові ефекти, які замінюють класичні звукові ефекти Ханни-Барбери. Навіть характерний звук грому, який часто використовувався в ранішніх серіалах Скубі-Ду, рідко використовувався в цьому мультсеріалі. Трек для сміху був лише у спеціальному випуску на Гелловін.